# Pallacanestro Broni 93 2003-2004
La Pallacanestro Broni 93 nella stagione 2003-2004 ha preso parte, come neopromossa dalla serie B d'Eccellenza,  al campionato di Serie A2 classificandosi al decimo posto al termine della stagione regolare, ottenendo la salvezza diretta, senza passare dai play-out, vincendo all'ultima giornata sul campo del Basket Biassono. L'allenatore Filippo Bacchini viene sostituito nel corso della stagione da Filippo Cavanna.